# ببر ملاوي
الببر الملاوي أو الببر المالاوي أو ببر الملايي أو ببر المالايا أو الببر المالايوي أو ببر جاكسون هو جُمهرة مميزة من نويعة ببر البر الرئيسي الآسيوي، وموئله الأصلي يقعُ في شبه الجزيرة الماليزية. تقطن هذه الجمهرة في الأجزاء الجنوبية والوسطى من شبه الجزيرة الملاويّة وقد صُنِّفَتْ على أنها مهددة بالإنقراض بشدة في القائمة الحمراء للأنواع المهددة بالانقراض منذ سنة 2015. اعتباراً من أبريل 2014 قُدِّرَ عدد الجُمهرة بنحو 80 إلى 120 فرداً ناضجاً مع اتجاه هبوطي مستمر.
في اللغة الملايويّة، يسمى الببر «هاريماو»، وايضاً يختصر إلى «ريماو». ويُعرف أيضاً باسم «ببر الهند الصينية الجنوبي»، لتمييزه عن جُمهرات الببور في الأجزاء الشمالية من الهند الصينية، والتي تختلف وراثياً عن هذه الجُمهرة.

## التصنيف
Felis tigris هو الاسم العلمي الذي استخدمه كارولوس لينيوس عام 1758 للببر.
اُقْتُرِحَ Panthera tigris corbetti من قِبَلْ فراتيسلاف مازاك في عام 1968 لنويعة الببر في جنوب شرق آسيا. اُقْتُرِحَ Panthera tigris jacksoni في عام 2004 نويعاً حيث أشار التحليل الجيني إلى اختلافات في الدنا المتقدرة وتسلسل الحمض النووي عن ببر الهند الصينية. منذ مراجعة تصنيف السنوريات في عام 2017، أُقِرَّ أن الببر الملاوي جُمهرة من ببر البر الرئيسي الآسيوي. ومع ذلك، فقد أيدت دراسة وراثية نُشرت في سنة 2018، تناولت تحليل السلسلة الجينومية الكاملة ل32 ببراً، وُجُود ستة أفرع حيويَّة أُحاديَّة النمط الخلوي. كما تبيَّن أنَّ الببر الملاوي يتميَّز عن غيره من عينات ببر البر الرئيسي الآسيوي، ممَّا يعني أنَّ النويعات قد يصل عددها إلى ستة.

### التسمية
عندما قُبِلَت جُمهرة الببر في شبه الجزيرة الملاويّة نويعة متميزة في عام 2004، قال رئيس الجمعية الماليزية لحدائق الحيوان والمتنزهات وأحواض السمك: أن النويعة الجديدة ينبغي أن يطلق عليها اسم Panthera tigris malayensis لتعكس المنطقة الجغرافية لموطنها. كحل وسط، حصل على الاسم العامي ببر ملاوي، والاسم العلمي jacksoni، الذي يكرم المحافظ على الببور بيتر جاكسون. ومع ذلك، اُسْتُخْدِمَ P. t. malayensis من قبل مؤلفين آخرين.

## الوصف

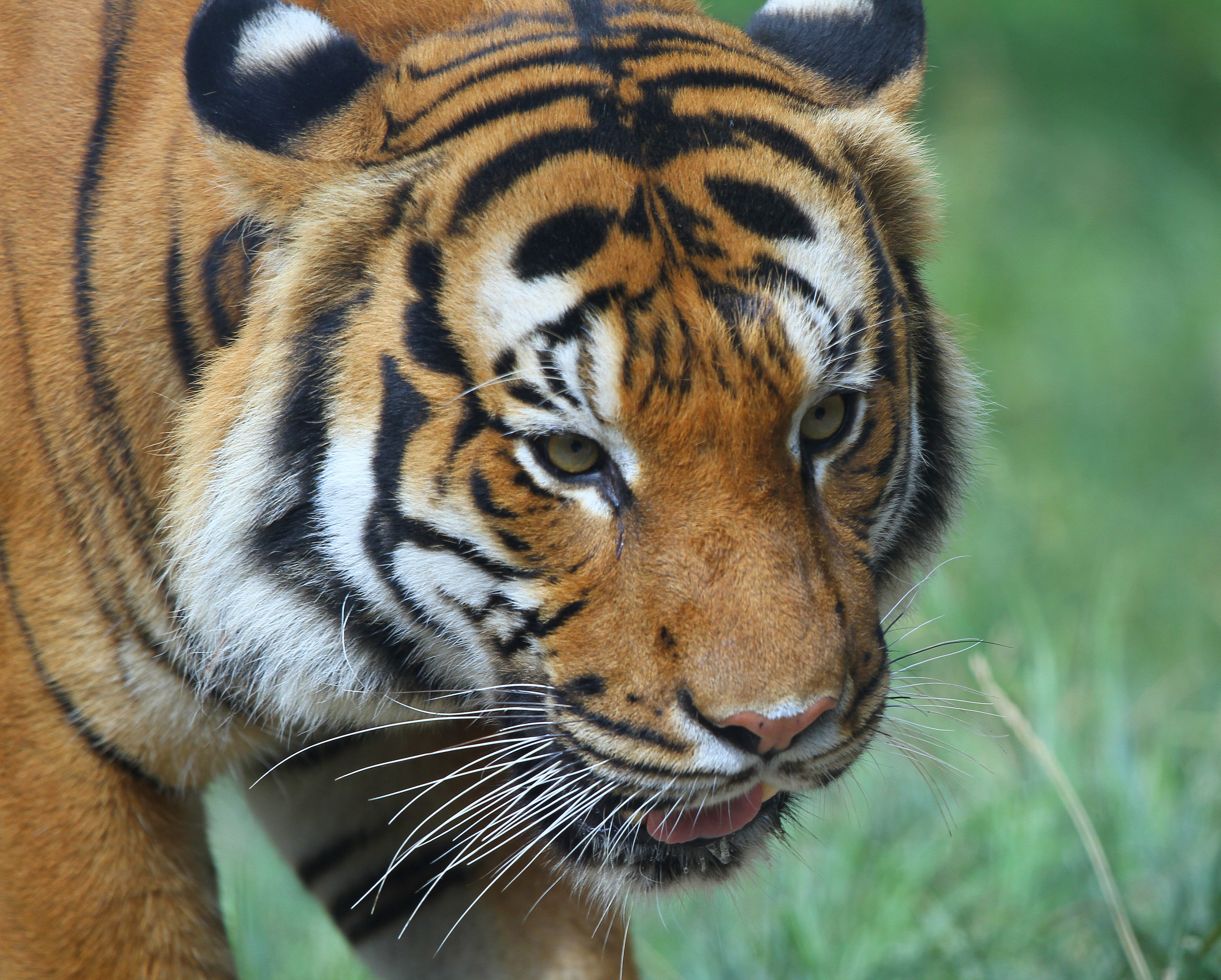
صورة مقربة لرأس ببر

لا يوجد فرق واضح بين الببر الملاوي وببر الهند الصينية عندما تتم مقارنة العينات من منطقتي الجمجمة أو في الفرو. لم يتم معرفة نوع العينة. يبدو إن الببور الملاوية أصغر من الببور البنغالية. فمن قياس 11 ذكور و8 إناث، فإن متوسط طول الذكور هو 8 أقدام و6 بوصات (259 سنتيمتر)، ومن الإناث 7 أقدام و10 بوصات (239 سنتيمتر). تراوح طول الجسم المأخوذ من 16 ببور إناث في ولاية ترغكانو من 70 إلى 103 أقدام (180 إلى 260 سنتيمتر) وبلغ متوسطه 80.1 بوصة (203 سنتيمتر). وتراوح ارتفاعهن من 23 إلى 41 قدم (58 إلى 104 سنتيمتر)، ووزن الجسم من 52 إلى 195 رطل (24 إلى 88 كيلوغرام). وأظهرت البيانات المستمدة من 21 ذكر إن الطول الكلي تراوح بين 75 إلى 112 قدم (190 إلى 280 سنتيمتر)، وبمتوسط 94.2 بوصة (239 سنتيمتر). وتراوح ارتفاعهم من 24 إلى 45 قدم (61 إلى 114 سنتيمتر)، ووزن الجسم من 104 إلى 284.7 رطل (47.2 إلى 129.1 كيلوغرام).

## الانتشار والموائل

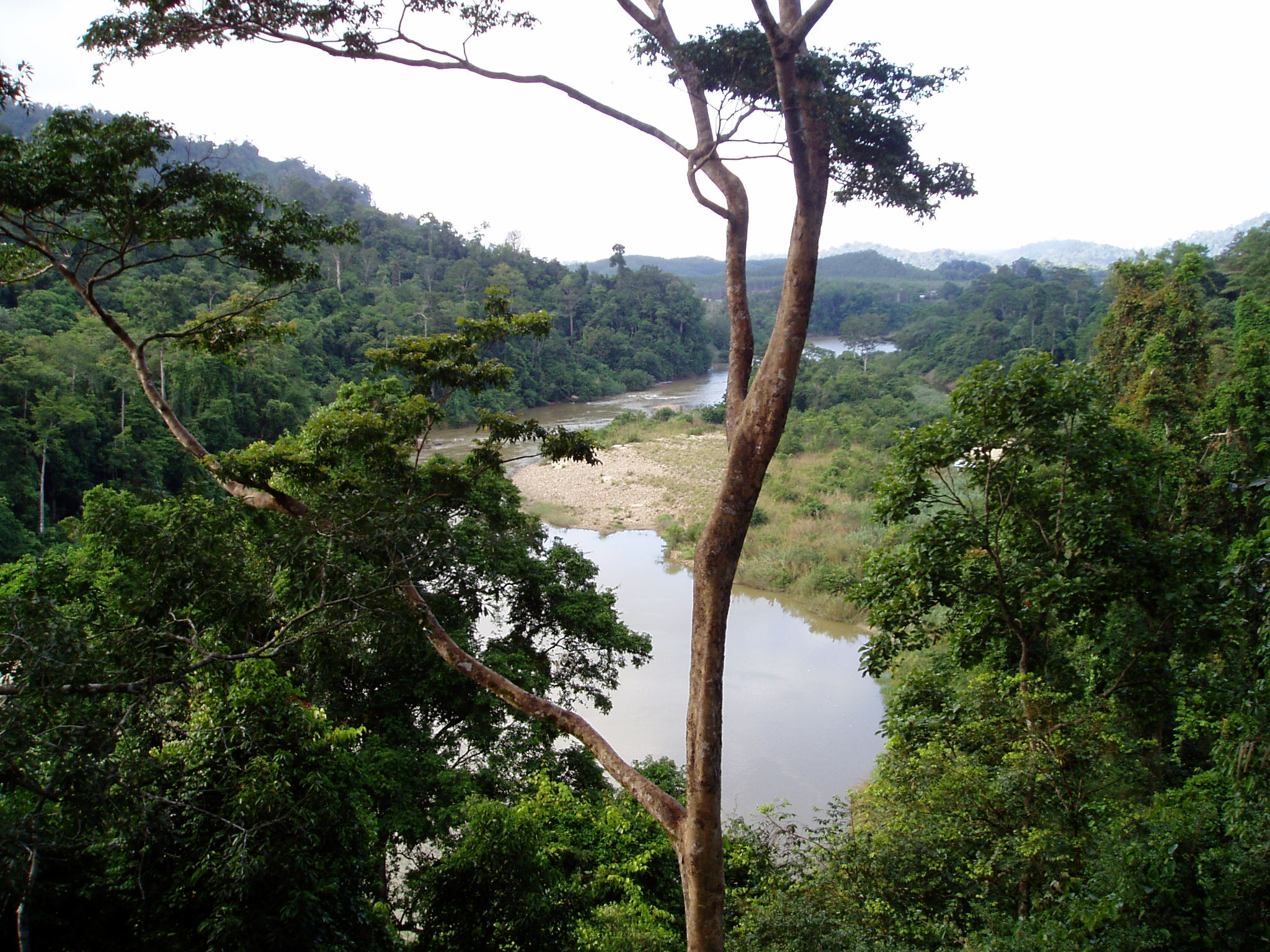
غابة استوائية مطيرة في ماليزيا

التقسيم الجغرافي بين الببور الملاوية والهند الصينية غير واضح لإن جمهرة الببور في شمالي ماليزيا متجاورة مع تلك الموجودة في جنوبي تايلاند.
نُبِذَتْ الببور في جزيرة سنغافورة في ثلاثينيات القرن التاسع عشر عندما خففت الغابات الكثيفة وشوهدت أيضاً تعبر مضيق جوهر. أُبلغ عن أول هجوم مميت لببر على الإنسان في سنة 1831. أصبح صيد الببور رياضة في تلك السنوات. أدى توسع المزارع في جزيرة سنغافورة إلى المزيد من المواجهات بين البشر والببور؛ أُبْلِغَ عن هجمات الببور اليومية في أواخر أربعينيات القرن التاسع عشر. نظمت السلطات المحلية ملاحقة الببور وانخفضت جمهرة الببور في سنغافورة بشكل كبير. أُبيدت الببور في جزيرة سنغافورة بحلول خمسينيات القرن العشرين، وأُطْلِقَ النار على الفرد الأخير في سنة 1932.
في ماليزيا، أُبْلِغَ عن آثار الببور في حقول الغطاء النباتي المتروكة مبكراً بين سنتي 1991 و2003، والأراضي الزراعية خارج الغابات في كلنتن، ترغكانو، فهغ، وجوهر، والعديد من المناطق المشاطئة خارج الغابات في فهغ، فيرق، كلنتن، ترغكانو، وجوهر. معظم الأنهار الرئيسية التي تصب في بحر الصين الجنوبي كان لديها بعض الأدلة على تواجد الببور، في حين تلك التي تصب في مضيق ملقا في الغرب لم تقدم دليلاً على ذلك. بلغ إجمالي موطن الببر المحتمل 66,211 كيلومتر مربع (25,564 ميل مربع)، والتي تضم 37,674 كيلومتر مربع (14,546 ميل مربع) من موائل الببور المؤكدة، و11،655 كيلومتر مربع (4,500 ميل مربع) من موائل الببور المتوقعة و16،882 كيلومتر مربع (6,518 ميل مربع) من موائل الببر المحتملة. وكانت جميع المناطق المحمية التي تحتوي على الببر يزيد حجمها عن 402 كيلومتر مربع (155 ميل مربع).
في سبتمبر 2014، أعلنت منظمتان للحفاظ على الطبيعة أن مسوحات الكاميرات الفخية لسبعة مواقع في ثلا‌ثة موائل منفصلة من سنة 2010 إلى سنة 2013 قد أسفر تقديراً للجُمهرات الباقية على قيد الحياة من 250 إلى 340 فرداً، مع احتمال وجود عدد قليل من الجيوب الصغيرة المعزولة الإ‌ضافية. يعني هذا الا‌نخفاض أنه قد يتعين نقل الجُمهرة إلى فئة «مهدد بخطر انقراض أقصى» في القائمة الحمراء للاتحاد الدولي لحفظ الطبيعة. اعتباراً من سنة 2019، تسبب الصيد الغير قانوني وإستنزاف الفرائس، في إنخفاص جمهرة الببور في محمية غابة بيلوم- تيمينجور بنحو 60% خلال فترة تتراوح بين 7- 8 سنوات، من 60 إلى 23 تقريباً.

## البيئة والسلوك

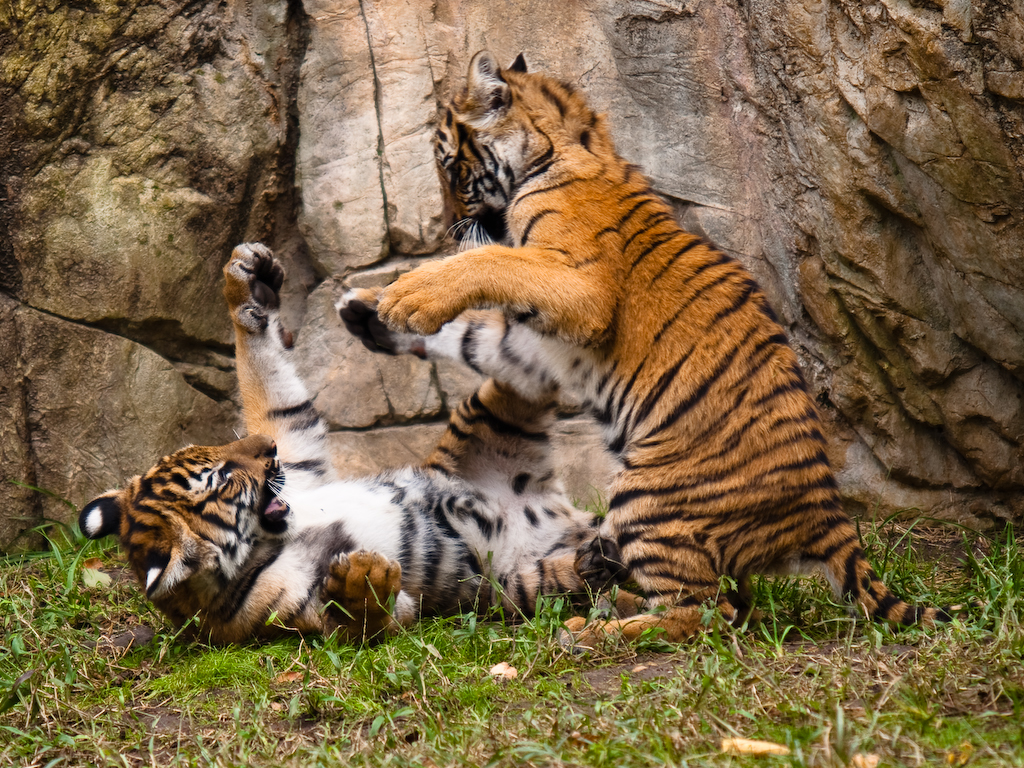
شبلتان تلعبان معاً

الببور الملاوية تفترس الصمبر، الأيل النابح، الخنزير البري، خنزير بورنيو اللحوي والسيرو. الببور الملاوية أيضاً تفترس دببة الشمس، صغار الفيلة وعجول وحيد القرن. غير معروف ما إذا كانت الفريسة الرئيسة تشمل الغور البالغ والتابير. وفي بعض الأ‌حيان، يأخذ الماشية أيضاً؛ ومع ذلك، فإن افتراس الببر يقلل من أعداد الخنازير البرية التي يمكن أن تصبح آفة خطيرة في المزارع وغيرها من الأ‌راضي الزراعية. وتشير الدراسات إلى إنه في المناطق التي تنقرض فيها الحيوانات المفترسة الكبيرة (الببور والنمور)، الخنازير البرية أكثر 10 أضعاف من المناطق التي لا‌ تزال فيها الببور والنمور موجودة.

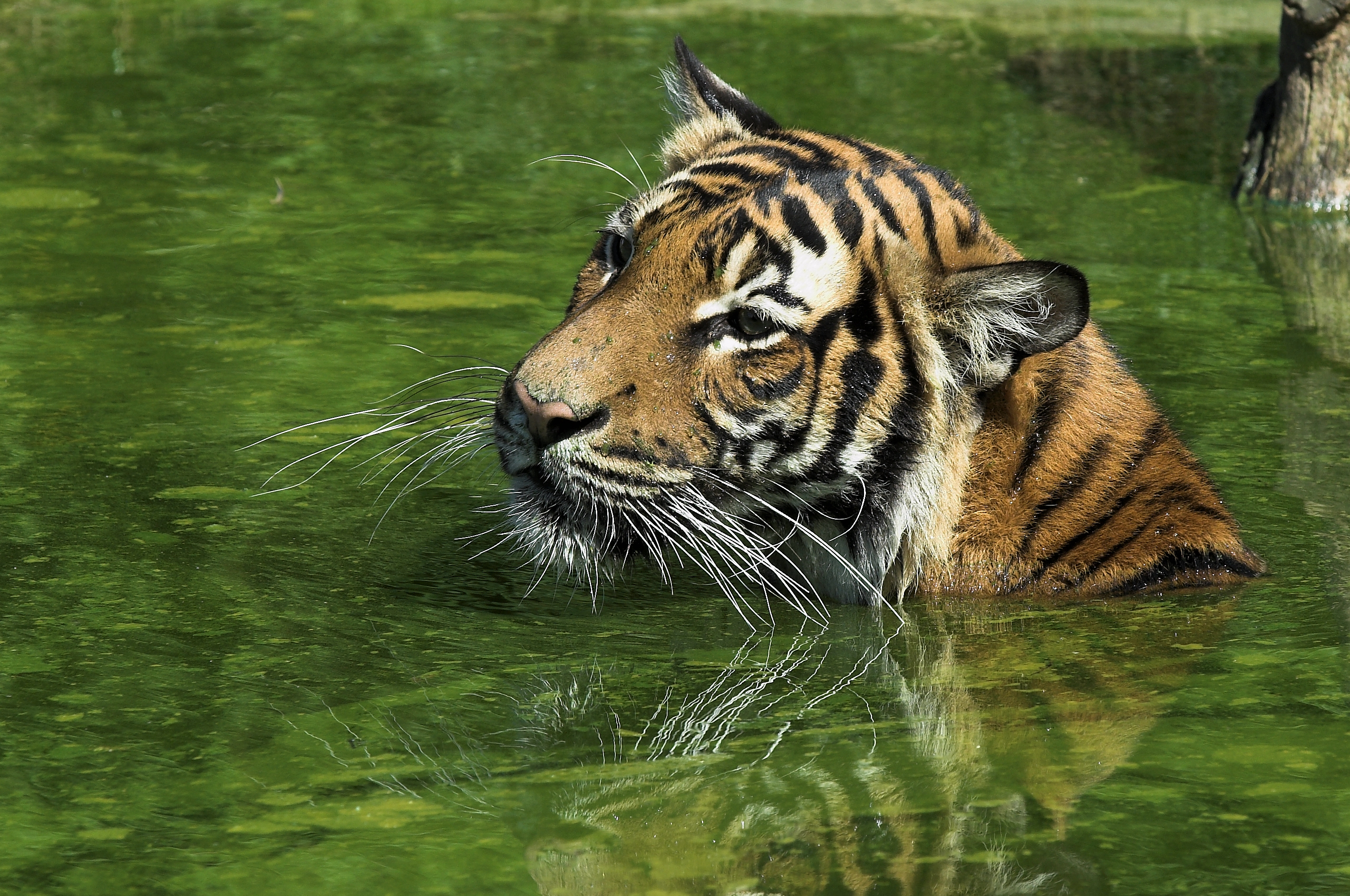
ببر ملاوي يسبح في حديقة حيوانات دورتموند

تقلُّ كثافة البُبُور بِشكلٍ كبير في غابات الأمطار بحيث تُصبح ما بين 1.1 و1.98 ببر في كُل 100 كيلومتر مربع (39 ميل مربع)، وذلك نتيجة انخفاض كثافة الطرائد. لِذلك، تحتاج المحميَّات القائمة في الغابات سالِفة الذكر أن يفوق حجمها 1000 كيلومتر مربع (390 ميل مربع) كي تبقى جُمهرة البُبُور فيها قابلة لِلحياة، إذ إنَّ الجُمهرة الحيويَّة تحتاج على الأقل إلى 6 إناث بالغة قادرة على الإنجاب. أمَّا المعلومات حول ماهيَّة غذاء البُبُور ومقاييسها التشكُّليَّة ومعايير انتشارها وبُنيتها الاجتماعية وكيفيَّة تواصلها وحجم موائلها ووُسع شتاتها، فكُّلُّها غير معلومة.[بحاجة لمصدر]

## المخاطر
تجزؤ الموطن بسبب مشاريع التنمية والزراعة هو تهديد خطير. بين سنوات 1988 و2012، فُقدت مساحة تبلغ حوالي 13،500 كيلومتر مربع (5،200 ميل مربع) من الغابات الطبيعية في شبه جزيرة الماليزية. حول ما يقرب من 64،800 كيلومتر مربع (25000 ميل مربع) إلى مزارع صناعية واسعة النطاق، في المقام الأول لأجل إنتاج زيت النخيل. تشكل مساحة تبلغ حوالي 8300 كيلومتر مربع (3200 ميل مربع) موطناً رئيسياً للببور.
يجري الصيد غير القانوني التجاري على مستويات متفاوتة في جميع دول نطاق الببر. في ماليزيا هناك سوق محلية كبيرة في السنوات الأ‌خيرة للحم الببر والأدوية المصنعة من عظام الببر. بين سنوات 2001 و2012، تمت مصادرة أعضاء جسم 100 ببر على الأقل في ماليزيا. في 2008، عثرت الشرطة على 19 شبل ببر مجمد في حديقة للحيوان. في سنة 2012، ضُبطت جلود وعظام 22 ببراً. من الواضح إن الطلب على أجزاء جسم الببور المستخدمة في الطب الصيني يجذب الصيادين من فيتنام وتايلاند وكمبوديا. بين سنوات 2014 و2019، قامت وحدات مكافحة الصيد غير القانوني بإزالة حوالي 1400 فخ من المناطق المحمية.

## الانحفاظ

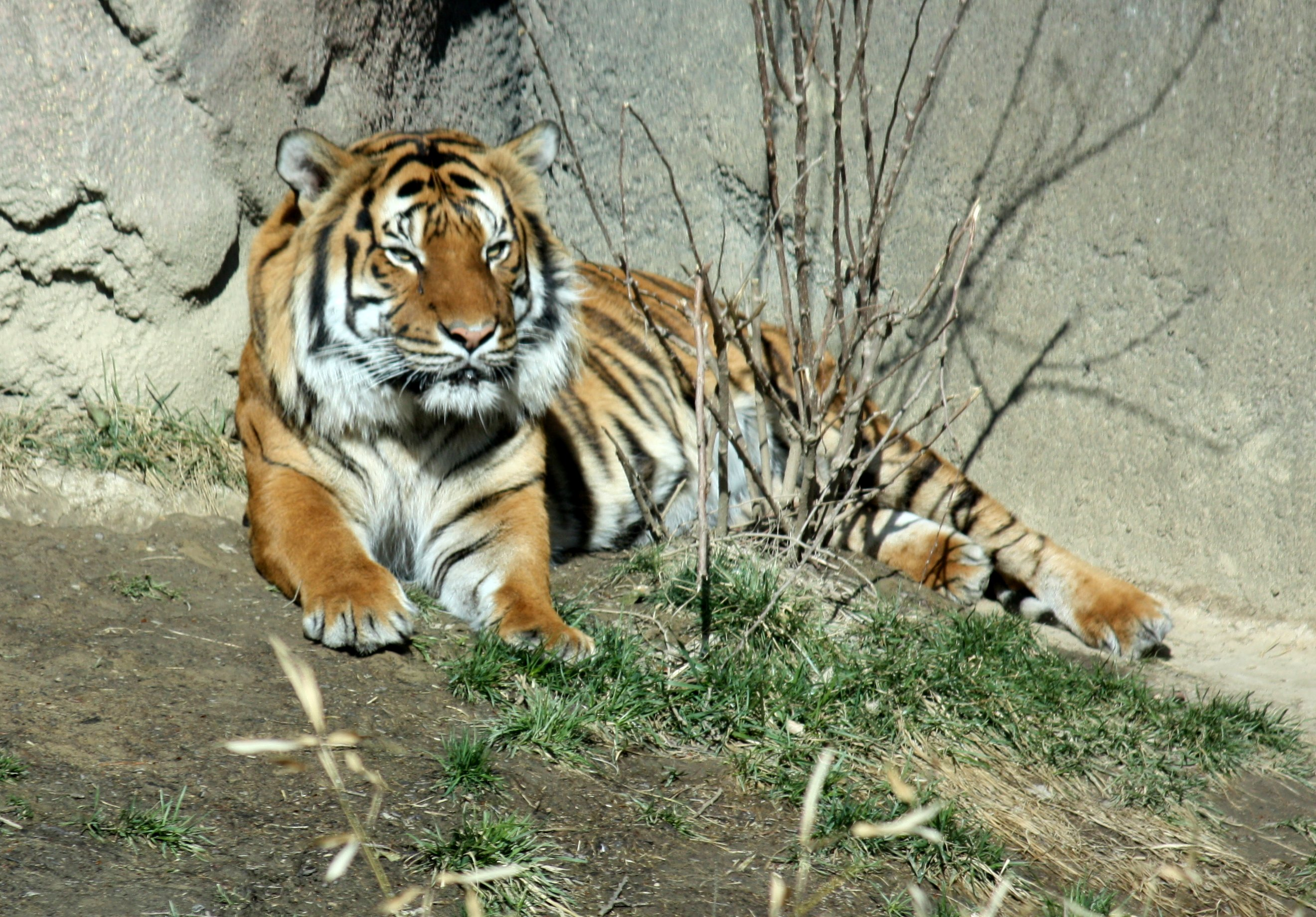
ببر ملاوي في حديقة سينسيناتي الحيوانية

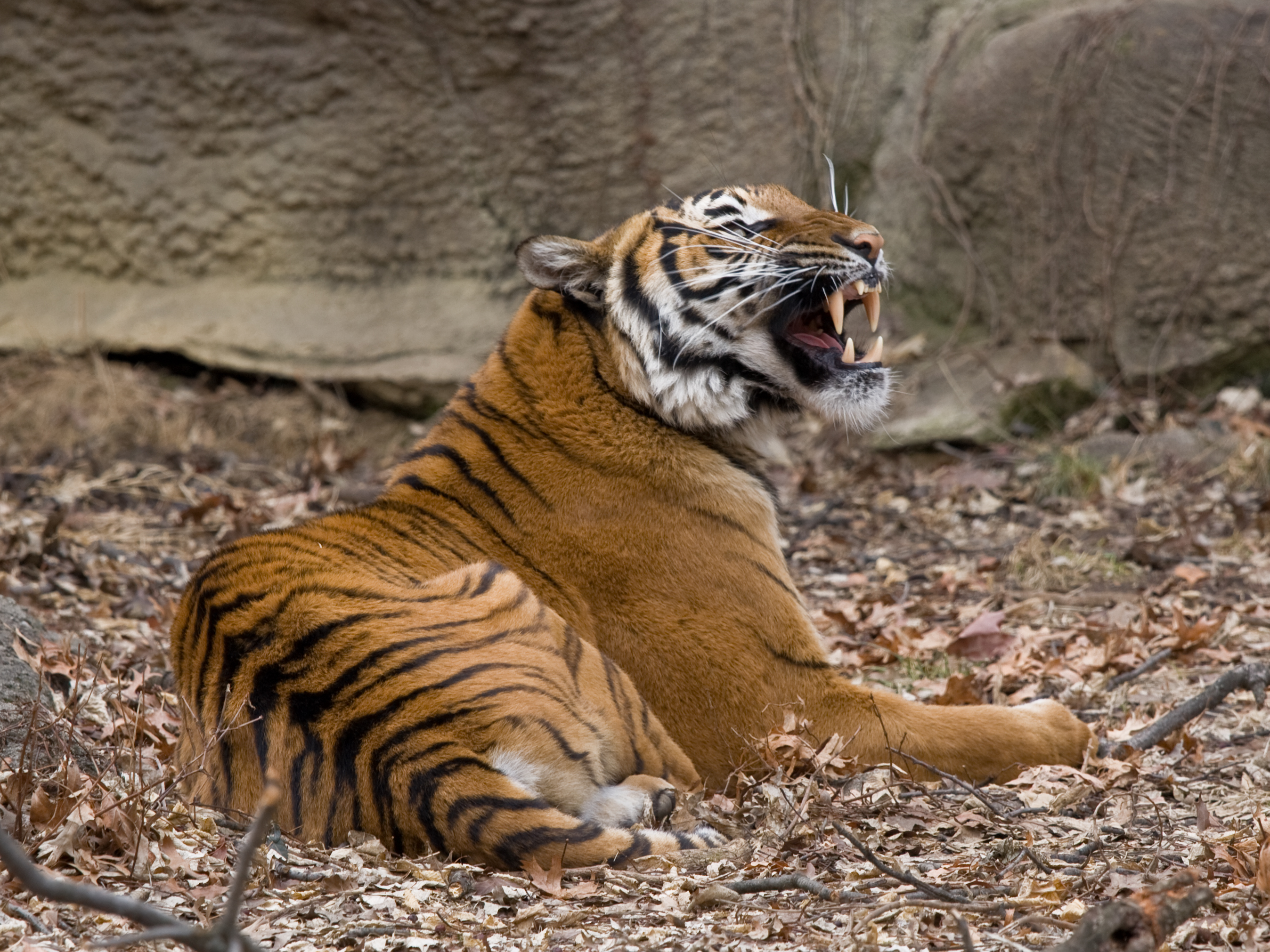
ببر ملاوي في حديقة حيوان سينسيناتي

الببر مُدرج في الملحق الأول من معاهدة التجارة العالمية لأصناف الحيوان والنبات البري المهدد بالانقراض، الذي يحظر التجارة الدولية. وقد حظرت جميع دول نطاق الببر والدول ذات الأسواق الاستهلاكية التجارة المحلية أيضاً. التحالف الماليزي للحفاظ على الببور (مايكات) هو تحالف بين منظمات غير حكومية تضم جمعية الطبيعة الماليزية (أم أن أس)، حركة جنوب شرق آسيا، جمعية المحافظة على الحياة البرية-ماليزيا والصندوق العالمي للطبيعة-ماليزيا." وتشمل أيضاً قسم الحياة البرية والمتنزهات الوطنية. في عام 2007، أجروا خطاً ساخناً للإبلاغ عن الجرائم المرتبطة بالببور، مثل الصيد غير القانوني. من أجل ردع الصيد الغير قانوني، وينظمون تحركات القط، وهي دورية للمواطنين في مناطق الخطر. مايكات لديها هدف زيادة عدد جمهرة الببور.

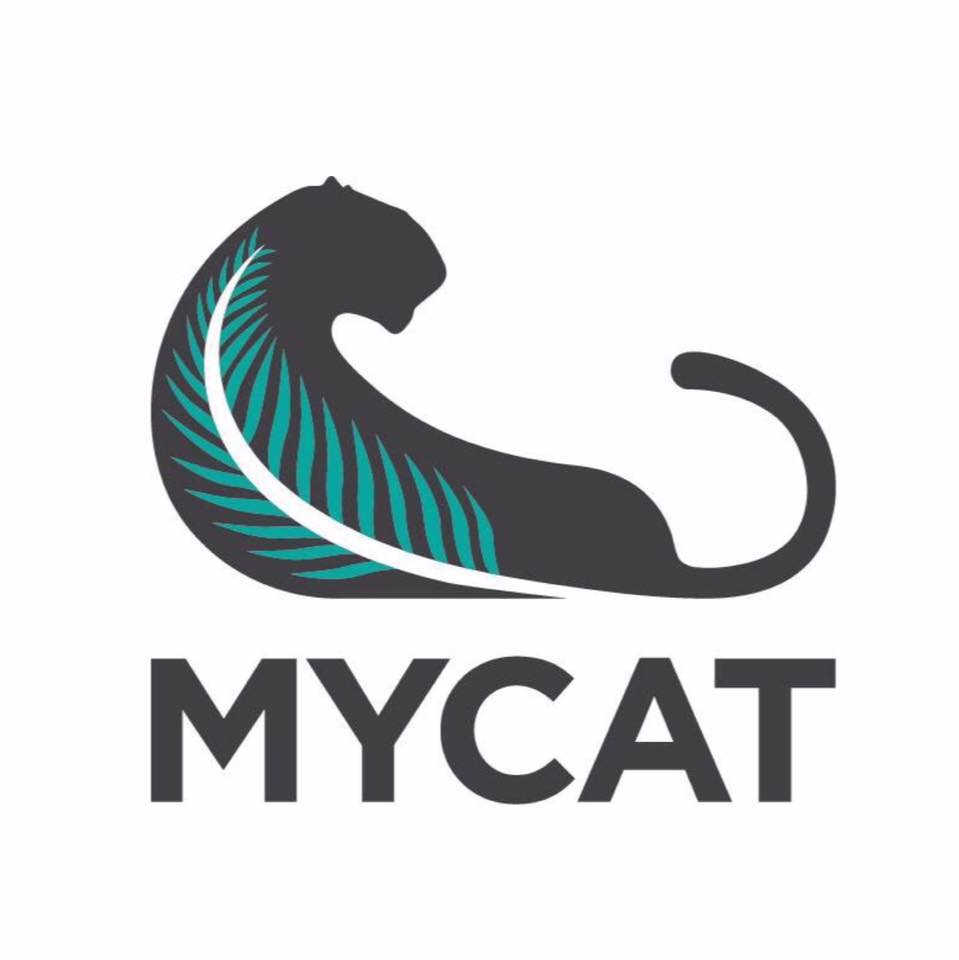
شعار مايكات

في نوفمبر 2021، أعلن مجلس الوزراء الماليزي عن بدء تسع خطط إستراتيجية للحفظ (حتى سنة 2030) لضمان بقاء الببر الملاوي؛ وتشمل الخطط الاستراتيجية: إنفاذ الدوريات والإبقاء على الموئل الطبيعي -للببور الملاوية- والمحافظة عليه؛ إنشاء فرقة عمل وطنية لحفظها تحت إشراف «وحدة حفظ الببور» التابعة لوزارة الحياة البرية والمتنزهات الوطنية بشبه الجزيرة الماليزية؛ شُجِّعَ مكتب جرائم الحياة البرية التابع للشرطة الملكية الماليزية والمختبر الجنائي الوطني للحياة البرية من أجل حفظها خارج نطاقها، وخُوِّلَ شُرُوط خطط اعتماد موئل الببور الملاوية. تتعاون الحكومة أيضاً مع حدائق الحيوان والجامعات في البلدان الأخرى لإجراء مزيد من الأبحاث حول التناسل الداخلي، وأسست مركزاً لحفظ الببور الملاوية لاستيعاب الببور مؤقتاً قبل إطلاقها في البرية. ومددت الحظر المفروض على صيد الأيائل أكثر.

### في الأَسر

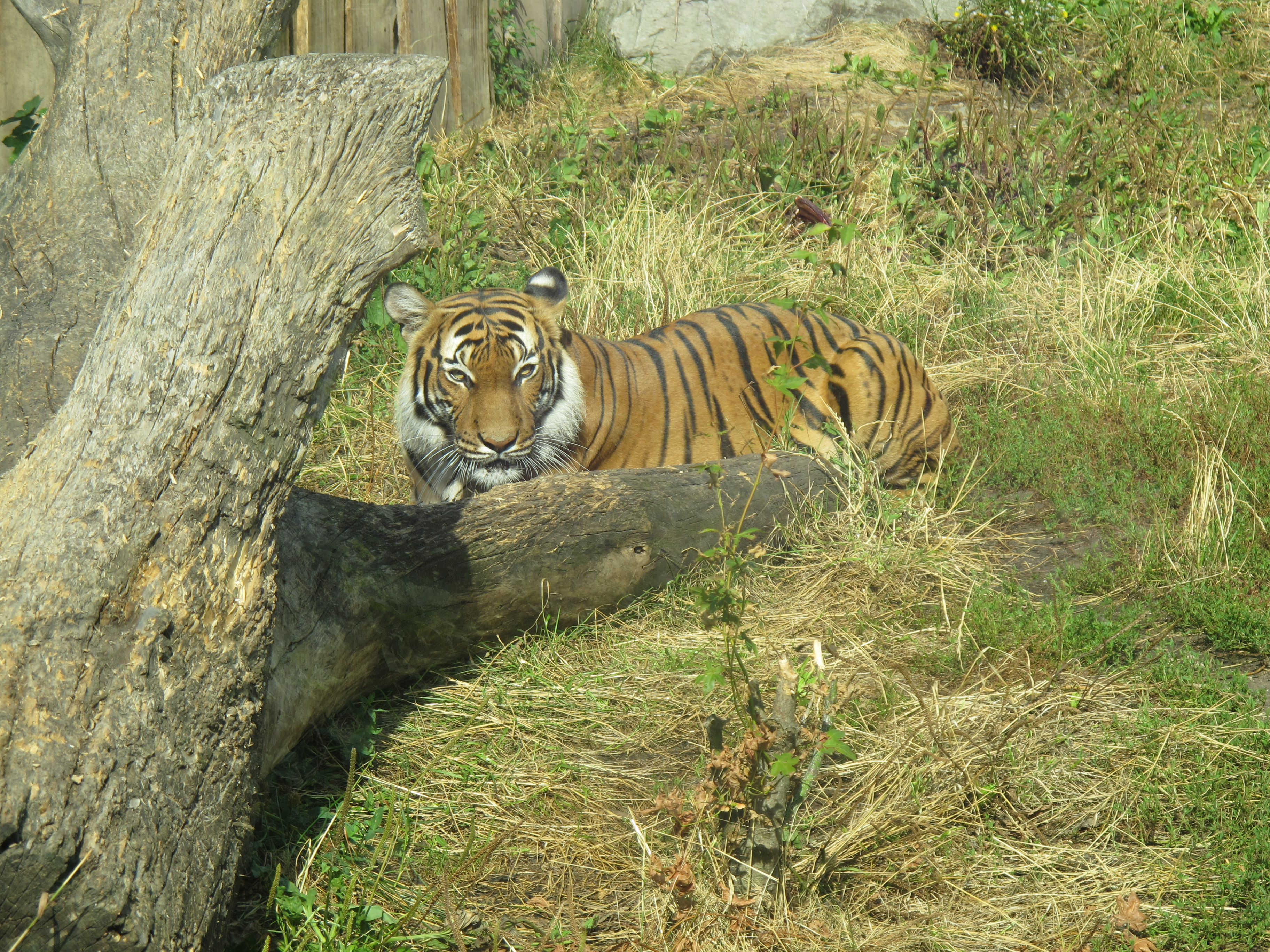
ببر في حديقة حيوان أوستي ناد لابم في مدينة أُوستِي ناد لابِم في جمهورية التشيك

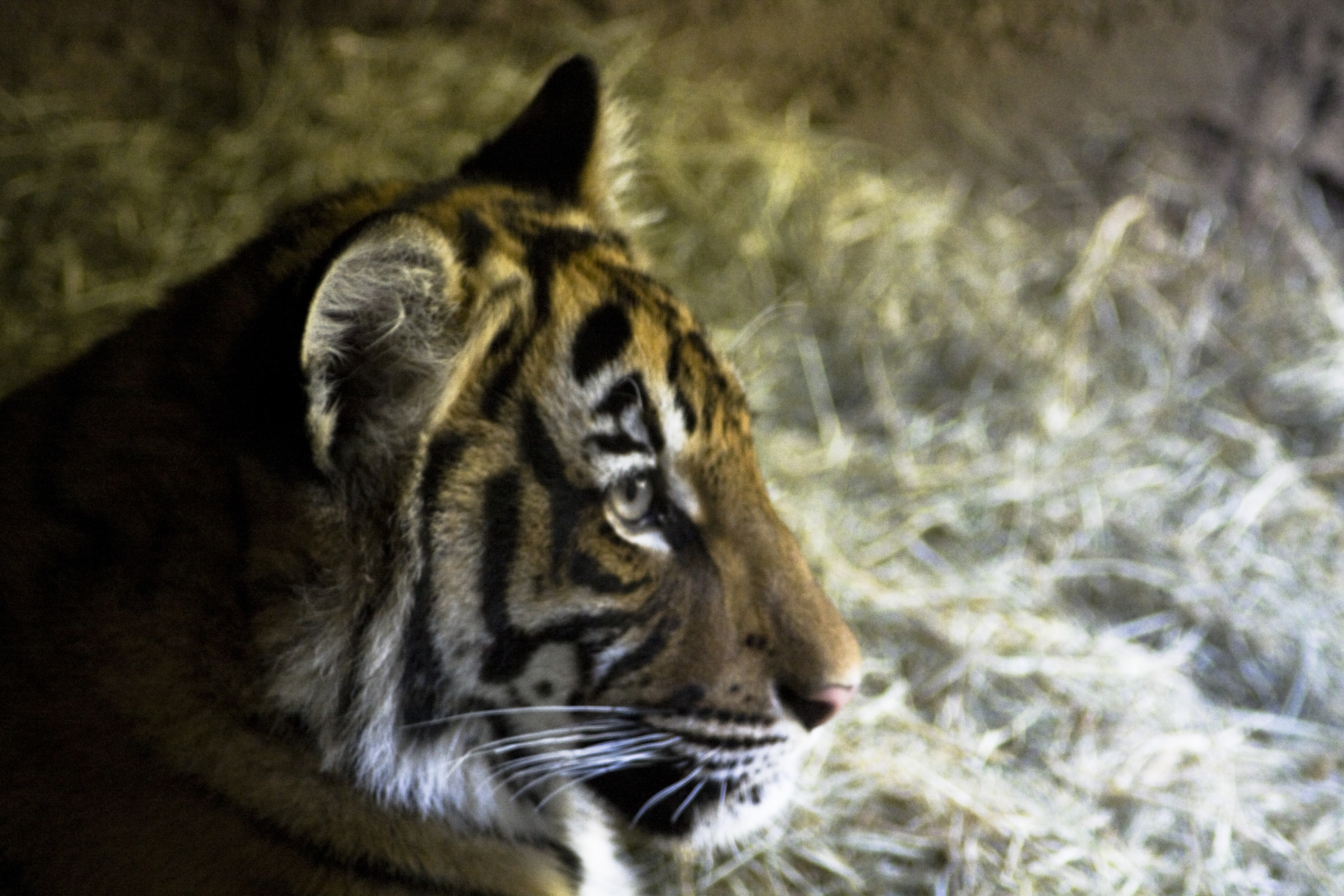
لقطة مقربة لرأس ببر ملاوي في الأسر

كانت حديقة حيوانات سينسيناتي أول حديقة حيوان في أمريكا الشمالية تبدء في برنامج تربية للببور الملا‌وية الأسيرة مع جلب ذكر وثلا‌ث إناث من آسيا بين سنوات 1990 و1992. وهناك أيضاً عدد قليل من الببور الملاوية في حديقة حيوانات جوهر، حديقة حيوانات نيجارا في كوالالمبور، وحديقة حيوانات تايبنج. اعتباراً من سنة 2011 كان هناك 54 من هذه النويعة في حدائق حيوان أمريكا الشمالية، موجودة في 25 مؤسسة وتنحدر من 11 ببراً فقط. ولذا، فأن هدف خطة الحفاظ على التنوع الجيني (الموروثي) بنسبة 90% على مدى القرن المقبل غير ممكنة ما لم تضف ببور أخرى.[بحاجة لمصدر]

## المراجع الثقافية

شعار النبالة لماليزيا

شعار النبالة لولاية جوهر الماليزية

شعار النبالة لسنغافورة

شعار الاتحاد الماليزي لكرة القدم

## معرض الصور

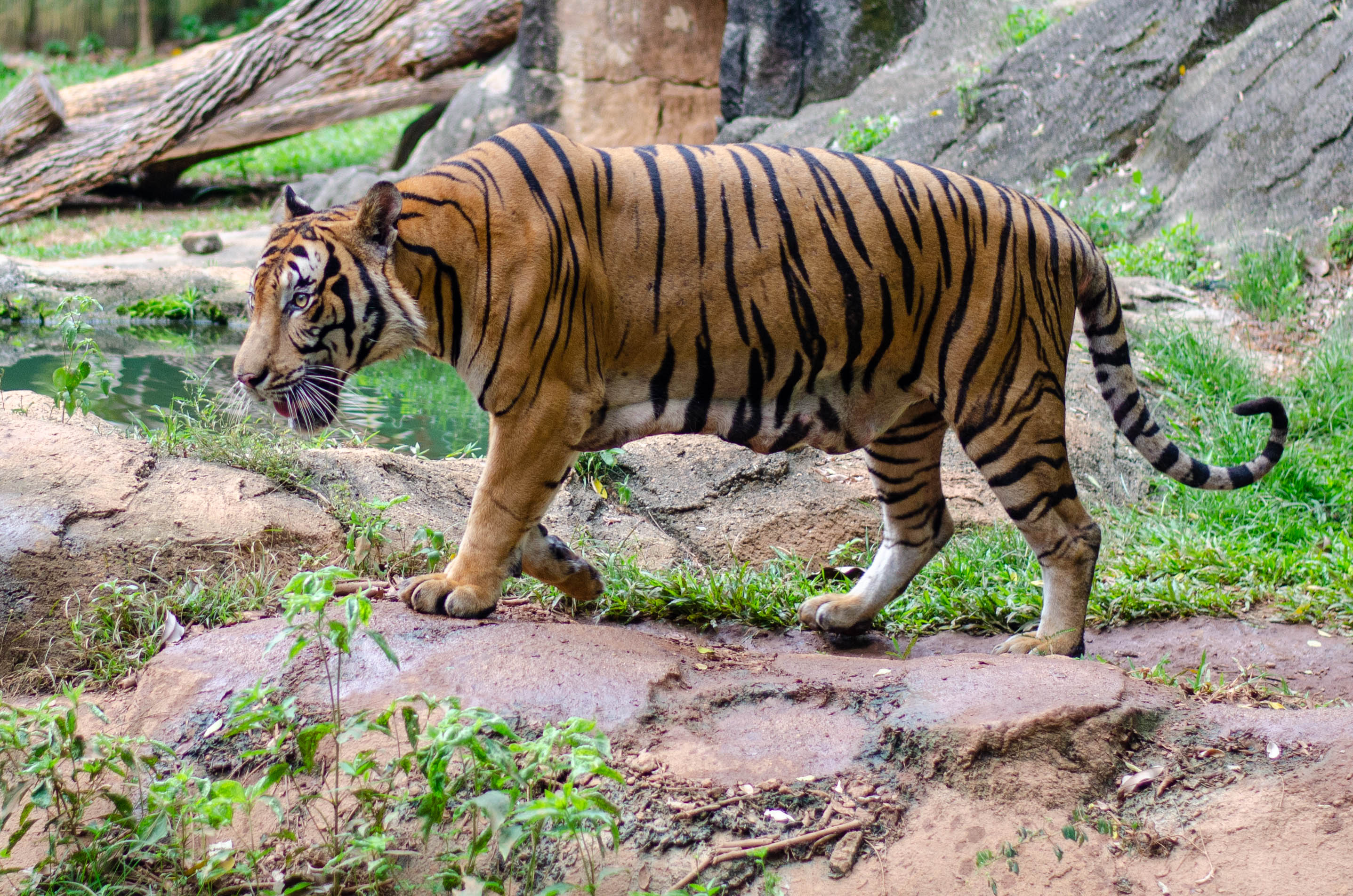
ببر ملاوي يتمشى
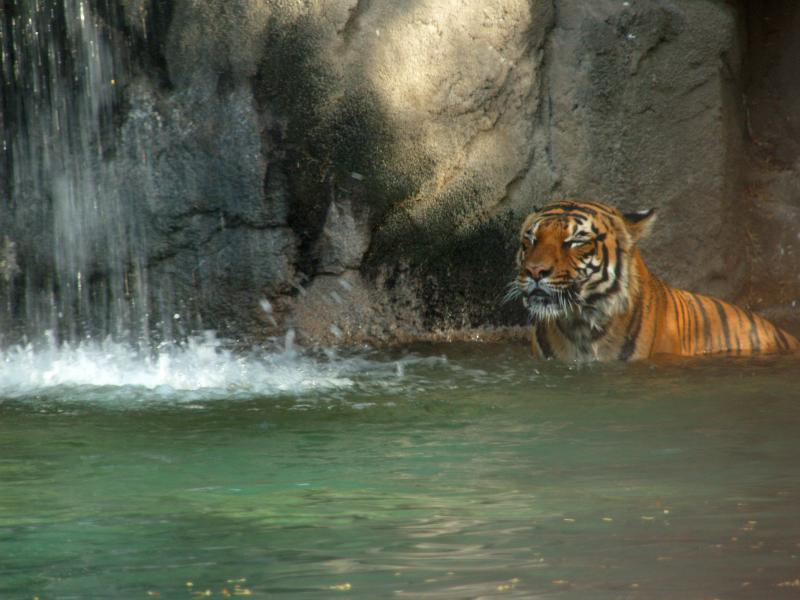
ببر يسبح
شعار النبالة للاتحاد الملاوي
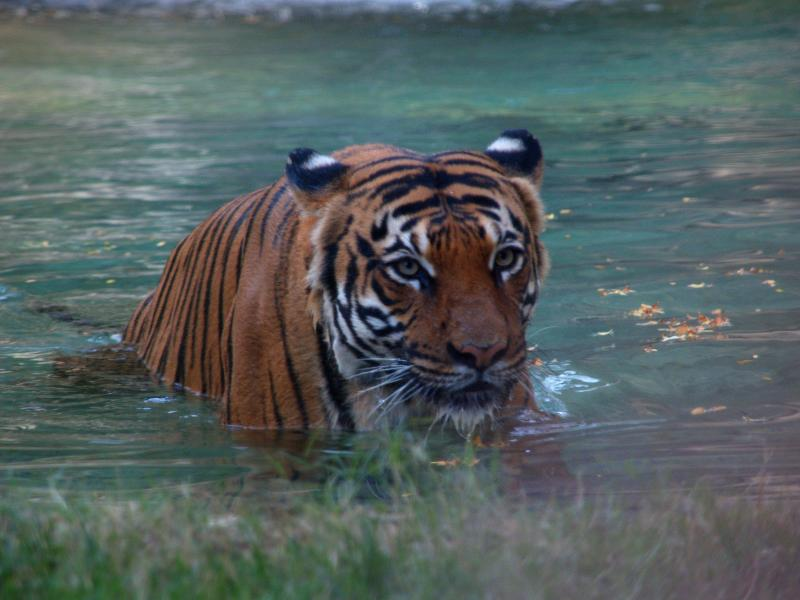
ببر يدخل حوض السباحة
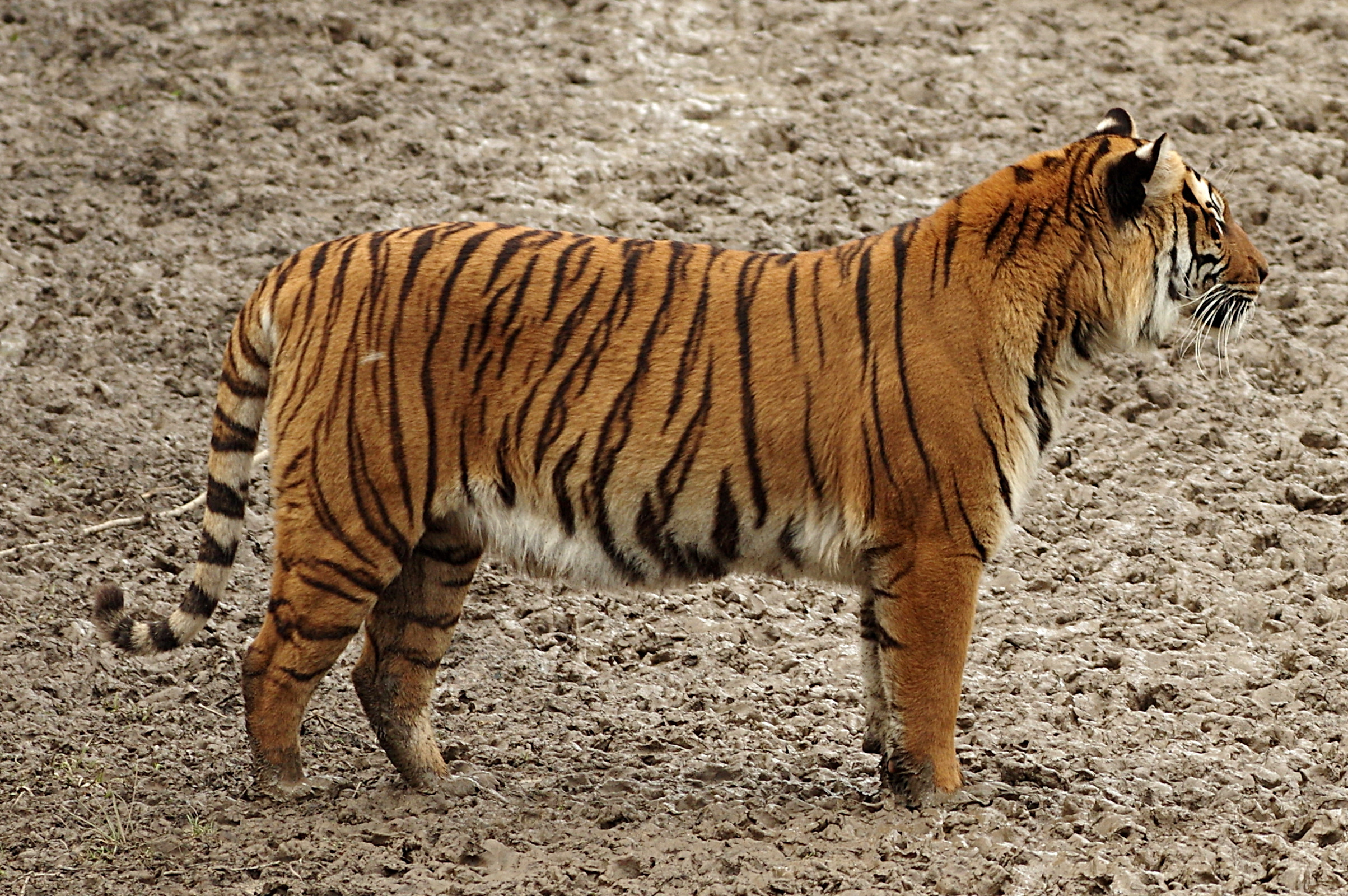
ببر جاكسون
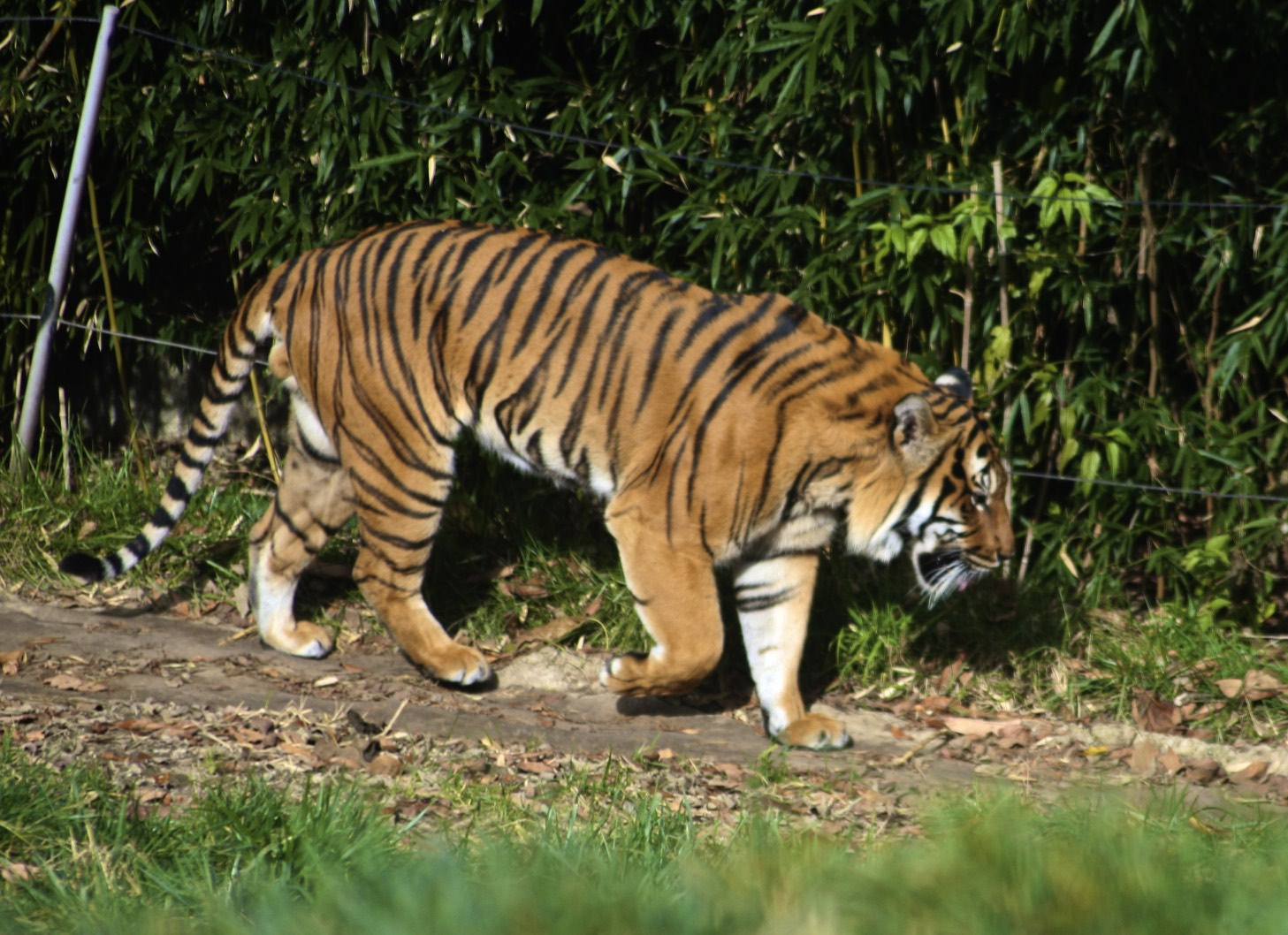
ببر ملاوي في الأسر